# Танизаки
Наградата Танизаки (谷 崎 潤 一郎 賞Tanizaki Jun'ichirō Shō) е японска литературна награда.
Кръстена е в чест на японския писател Джуничиро Танидзаки. Тя е една от най-престижните литературни награди в Япония, създадена през 1965 г. от издателската къща „Чуо-Коронша“, за да отбележи своята 80-годишнина като издател. Тя се присъжда ежегодно на пълнометражно представително произведение на художествена литература или драма с най-висока литературна стойност от професионален писател. Победителят получава възпоменателна плоча и парична награда от 1 милион йени.

## Победители
Спонсорът на наградата Чуокорон-Шинса поддържа официален списък с настоящи и минали победители и техните творби.
- 1965 Коджима Нобуо (Kojima Nobuo) за Любящо семейство (Hōyō kazoku, 抱擁家族)
- 1966 Сюшаку Ендо (Endō Shūsaku) за Мълчание (Chinmoku, 沈黙)
- 1967 Кендзабуро Ое (Kenzaburō Ōe) за Тихият плач (Manen gannen no futtoboru, 万延元年のフットボール)
- 1967 Кобо Абе (Abe Kobo) за Приятели (Tomodachi, 友達)
- 1968 (няма присъдена награда)
- 1969 Енчи Фумико (Enchi Fumiko) за Shu wo ubau mono; Kizu aru tsubasa; Niji to shura (朱を奪うもの/傷ある翼/虹と修羅)
- 1970 Ютака Хания (Yutaka Haniya) за Черен кон насред мрака (Yami no naka no kuroi uma, 闇のなかの黒い馬)
- 1970 Йошиюки Йуносуке (Yoshiyuki Junnosuke) за Тъмната Стая (Anshitsu, 暗室)
- 1971 Нома Хироши (Noma Hiroshi) за Seinen no wa (青年の環)
- 1972 Маруя Сайчи (Maruya Saiichi) за Единичен бунт (Tatta hitori no hanran, たった一人の反乱)
- 1973 Кага Отохико (Kaga Otohiko) за Kaerazaru natsu (帰らざる夏)
- 1974 Усуй Йошима (Usui Yoshimi) за Azumino (安曇野)
- 1975 Минаками Цутому (Minakami Tsutomu) за Ikkyū (一休)
- 1976 Фуджиеда Шизуо (Fujieda Shizuo) за Denshin ugaku (田紳有楽)
- 1977 Шимао Тошио Shimao за Hi no utsuroi (日の移ろい)
- 1978 Накамура Шиничиро (Nakamura Shin'ichirō) за Лято (Natsu, 夏)
- 1979 Танака Комимаса (Tanaka Komimasa) за Poroporo (ポロポロ)
- 1980 Таеко Коно (Kono Taeko) за Ichinen no banka (一年の牧歌)
- 1981 Шичиро Фуказава (Fukazawa Shichiro) за Michinoku no ningyotachi (みちのくの人形たち)
- 1981 Акио Гото (Goto Akio) за Yoshinodayu (吉野大夫)
- 1982 Минако Оба (Oba Minako) за Katachi mo naku (寂兮寥兮)
- 1983 Йошикичи Фуруй (Furui Yoshikichi) за Сутрешна слава (Asagao, 槿)
- 1984 Сенджи Курой (Kuroi Senji) за Живот в безизходица (Gunsei, 群棲)
- 1984 Юичи Такай (Takai Yuichi) за Небето на тази страна (Kono kuni no sora, この国の空)
- 1985 Харуки Мураками (Haruki Murakami) за Страна на чудесата за непукисти и краят на света (Sekai no owari to Hādoboirudo Wandārando, 世界の終わりとハードボイルド・ワンダーランド)
- 1986 Кейзо Хино (Hino Keizo) за Sakyu ga ugoku yō ni (砂丘が動くように)
- 1987 Ясутака Цуцуи (Tsutsui Yasutaka) за Yumenokizaka bunkiten (夢の木坂分岐点)
- 1988 Няма присъдена награда
- 1989 Няма присъдена награда
- 1990 Кьоко Хаяши (Hayashi Kyoko) за Yasurakani ima wa nemuri tamae (やすらかに今はねむり給え)
- 1991 Хисаши Иное (Inoue Hisashi) за Шанхайска луна (Shanhai Mūn, シャンハイムーン)
- 1992 Якучо Сетучи (Setouchi Jakucho) за Hana ni toe (花に問え)
- 1993 Нацуки Икезава (Ikezawa Natsuki) за Навидатският инцидент: Падението на Матиас Гюли (Mashiasu giri no shikkyaku, マシアス・ギリの失脚)
- 1994 Такаши Цуджи (Tsujii Takashi) за Залив на дъгата (Niji no misaki, 虹の岬)
- 1995 Кунио Цуджи (Tsuji Kunio) за Saigyō kaden (西行花伝)
- 1996 Няма присъдена награда
- 1997 Казуши Хосака (Hosaka Kazushi) за Kisetsu no kioku (季節の記憶)
- 1997 Таку Мики (Miki Taku) за Roji (路地)
- 1998 Йуко Цушима (Tsushima Yūko) за Планина от огън: Свидетелството на една дива маймуна (Hi no yama – yamazaruki, 火の山―山猿記)
- 1999 Нобуко Такаги (Takagi Nobuko) за Полупрозрачно дърво (Tokō no ki, (透光の樹)
- 2000 Нобору Цуджихара (Tsujihara Noboru) за Yudotei Maruki (遊動亭円木)
- 2000 Рю Мураками (Murakami Ryū) за Симбиотичен паразит (Kyoseichu, 共生虫)
- 2001 Каваками Хироми (Hiromi Kawakami) за Куфарчето или странно време в Токио (Sensei no kaban, センセイの鞄)
- 2002: Няма присъдена награда
- 2003: Йоко Тавада (Tawada Yoko) за Заподозрян на нощния влак (Yōgisha no yakōressha, 容疑者の夜行列車)
- 2004: Тошиюки Хорие (Horie Toshiyuki) за Юкинума и неговите околности (Yukinuma to sono shūhen, 雪沼とその周辺)
- 2005: Ко Мачида (Machida Kō) за Изповед (Kokuhaku, 告白)
- 2005: Ейми Ямада (Amy Yamada) for Прекрасен вкус (Fūmizekka, 風味絶佳)
- 2006: Йоко Огава (Yōko Ogawa) за Походът на Мийна (Mīna no Kōshin, ミーナの行進)
- 2007: Юичи Сейрай (Seirai Yuichi) за Bakushin (爆心)
- 2008: Кирино Нацуо (Natsuo Kirino) за Tokyo-jima (東京島)
- 2009: Няма присъдена награда
- 2010: Абе Казушиге (Kazushige Abe) за Пестици (Pisutoruzu,ピストルズ)
- 2011: Инаба Маюми (Mayumi Inaba) за Към полуострова (半島へ)
- 2012: Такахаши Геничиро (Genichiro Takahashi) за Сбогом, Кристофър Робин (さよならクリストファー・ロビン)
- 2013: Миеко Каваками (Mieko Kawakami) за Мечти за любов (Ai no Yume to ka, 愛の夢とか)
- 2014: Окуизуми Хикару (Hikaru Okuizumi) за Автобиографията на Токио (Tōkyō jijoden,東京自叙伝)
- 2015: Екуни Каори (Kaori Ekuni) за Гекони, жаби и пеперуди (Yamori Kaeru Shijimichō, ヤモリ、カエル、シジミチョウ)
- 2016: Итояма Акико (Akiko Itoyama) за Hakujyō (薄情)
- 2016: Ю Нагашима (Yū Nagashima) за San no Tonari wa Gogōshitsu (三の隣は五号室)
- 2017: Хисаки Мацуура (Hisaki Matsuura) за Чест и транс (Meiyo to Kōkotsu, 名誉と恍惚)
- 2018: Хошино Томоюки (Tomoyuki Hoshino) за Шаблон:Nihongo3
- 2019: Кийоко Мурата (Kiyoko Murata) за Шаблон:Nihongo3[3]
- 2020: Кеничиро Исозаки (Kenichiro Isozaki) за Nihon Momai Zenshi (日本蒙昧前史)
- 2021: Хитоми Канехара (Kanehara Hitomi) за Несоциална дистанция (Ansōsharudisutansu,アンソーシャルディスタンス)